# Charles della Faille de Leverghem
Pour les articles homonymes, voir della Faille.
Le comte Charles Martin Marie Joseph della Faille de Leverghem, né le 7 décembre 1842 à Anvers et y décédé le 6 mai 1902, est un homme politique catholique belge.
Il fut élu sénateur de l'arrondissement de Anvers.

## Généalogie[1]
- Il est le fils de Alphonse, comte della Faille de Leverghem (1809-1879), et de Clémentine van Havre (1812-1877) ; petit-fils du sénateur Jean Michel van Havre-Stier (1764-1844).
- Il épousa en 1865 Pauline Geelhand (1844-1927), fille d'Émile Geelhand-Moretus ;
  - Ils eurent trois enfants: Alix (1865-1928), Edith (1867-1931) et Georges (1869-1944).